# باشگاه فوتبال ماهیندرا یونایتد
باشگاه فوتبال ماهیندرا یونایتد (که قبلاً با نام ماهیندرا و ماهیندرا شناخته می‌شد) یک باشگاه فوتبال حرفه‌ای هندی مستقر در بمبئی، مهاراشترا بود. این باشگاه که در سال ۱۹۶۲ تأسیس شد، در آی‌لیگ، که در آن زمان بالاترین سطح سیستم لیگ فوتبال هند بود، رقابت می‌کرد و در پایان فصل ۱۰–۲۰۰۹ تعطیل شد. این باشگاه که وابسته به انجمن فوتبال بمبئی است، در لیگ ملی فوتبال و لیگ نخبگان ام‌دی‌اف‌ای شرکت کرد.
این باشگاه که با نام مستعار "جیپمن" شناخته می‌شد، به عنوان منچستر یونایتد هند شناخته می‌شد که از روی نام منچستر یونایتد، تیم قدرتمند لیگ برتر انگلیس، گرفته شده بود. این باشگاه یکی از محبوب‌ترین باشگاه‌های فوتبال در این کشور بود و به خاطر عملکرد خوب و مداوم خود در چهار دهه آخر فعالیتش شناخته می‌شد. این باشگاه در بسیاری از تورنمنت‌های بزرگ هند برنده شده بود و همچنین در یک تورنمنت بین‌المللی، جام پومیس ۲۰۰۳ در مالدیو، به قهرمانی رسیده بود.